# ORP Orzeł (1939)
ORP Orzeł (Nederlands: Adelaar) was een Poolse onderzeeboot van de Orzełklasse. De Koninklijke Maatschappij de Schelde uit Vlissingen bouwde de Orzeł met bouwnummer 205 van augustus 1936 tot 26 januari 1939. Op 2 februari 1939 nam de Poolse marine de boot in dienst. Tijdens de Duitse inval in Polen in 1939 voerde de Orzeł samen met de andere Poolse onderzeeboten plan Worek uit. Tijdens een van de patrouilles werd de commandant van de Orzeł Kloczkowski onwel en wenste te worden afgezet in de haven van Tallinn in het neutrale Estland. In de Estlandse haven legde de Estse overheid de Orzeł aan de ketting en ontwapende hem. De bemanning van de Orzeł ontsnapte met de boot naar het Verenigd Koninkrijk. Vanuit het Verenigd Koninkrijk voerde de Orzeł zeven oorlogspatrouilles uit voor de Zweedse kust. Tijdens een van deze patrouilles bracht ze een Duits troepentransportschip tot zinken. Van de zevende patrouille keerde de boot niet terug, vermoedelijk door een zeemijn.

## De Orzeł voor de Tweede Wereldoorlog
Op 10 februari 1939 kwam de Orzeł in Gdynia aan, haar thuishaven. Bij aankomst werd de boot door duizenden Polen onthaald, dit omdat de Orzeł grotendeels gefinancierd was met particuliere giften.

## De Orzeł tijdens de Tweede Wereldoorlog
Op 1 september 1939 viel Nazi-Duitsland Polen aan. De vijf Poolse onderzeeboten die op dat moment in dienst waren namen vanaf dat moment deel aan plan Worek. Dit was het plan om de Poolse kust te beschermen. De Orzeł vertrok een half uur te laat omdat commandant Henryk Kloczkowski te laat aankwam. De taak van de Orzeł was om te patrouilleren in de Bocht van Gdansk. Tijdens de patrouilles gedroeg Kloczkowski zich vreemd, zo verliet hij zijn patrouillegebied in noordelijke richting zonder het hoofdkwartier in te lichten. Toen de Orzeł de kans kreeg een Duits schip tot zinken te brengen verhinderde Kloczkowski dat omdat hij meende dat het een Noors schip was.
Tijdens een van patrouilles begaf het hydraulische systeem van de Orzeł het. Daarnaast gaf Kloczkowski zich slecht te voelen en afgezet wilde worden in een neutrale haven. Tot verbazing van de andere officieren wilde hij afgezet worden in Tallinn, de hoofdstad van het neutrale Estland. Estland onderhield, in tegenstelling tot het alternatief Zweden, vriendschappelijke relaties met Nazi-Duitsland.

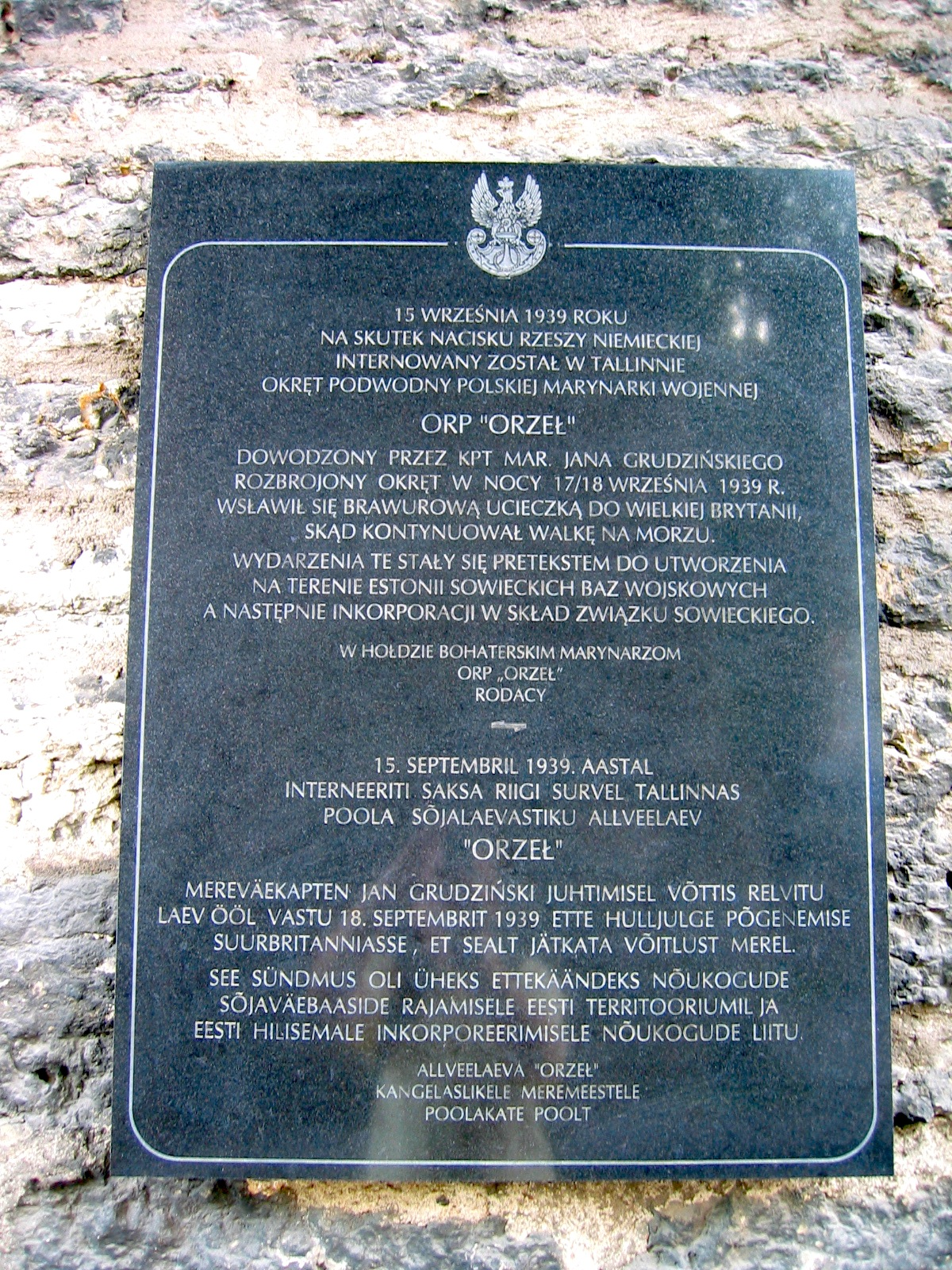
Gedenkplaat in Talinn in het Estisch en het Pools ter herinnering aan het Orzełincident

### De ontsnapping uit Tallinn
Aangekomen, op 14 september 1939, voor de haven van Tallinn kreeg Orzeł toestemming om af te meren in de haven van Tallinn als hij binnen 24 uur weer zou vertrekken. Op 15 september kreeg de nieuwe commandant van de Orzeł, Grudzinski, te horen dat de Orzeł pas 24 uur na de Duitse koopvaarder Thalassa mocht vertrekken, dit was conform de Conventie van Den Haag. Een dag later kwam echter het bericht dat de Orzeł in beslag werd genomen. De Estse regering had misschien een deal gesloten, of was onder druk gezet door de Sovjet-Unie en Duitsland.
In het weekend van 16 en 17 september werd de Orzeł ontwapend. Zo werden er 14 torpedo's ontmanteld, de handwapens afgenomen en al het navigatiemateriaal in beslag genomen. De bemanning beraamde een plan om te ontsnappen. Om 03:00 maandagochtend 18 september werden de twee Estse wachten overmeesterd en voer de Orzeł de haven uit. Bij de uitgang van de haven van Tallinn liep ze vast op een zandbank, maar het lukte de bemanning het schip daarvan los te krijgen voordat de Esten konden ingrijpen. Eenmaal los van de zandbank en de haven uit besloot Grudzinski te duiken en naar het noordwesten te varen om aan achtervolgers te ontsnappen.

### De overtocht naar het Verenigd Koninkrijk
De Orzeł wilde na de ontsnapping uit Tallinn de overtocht naar het Verenigd Koninkrijk wagen. Dit zou geen gemakkelijke taak worden want de Sovjets en Duitsers beschouwden de Orzeł als een gevaar in de Oostzee, daarom joegen meer dan 50 schepen op de Orzeł. De Duitse propagandamachine bracht het bericht de wereld in dat de bemanning van de Orzeł de twee Estse bewakers hadden vermoord, terwijl deze in werkelijkheid nog leefden. Door dit bericht werd de vernietiging van de Orzeł een erekwestie. In de nacht van 20 op 21 september werden de Estse wachten in een boot gezet op een locatie twee zeemijl van de Zweedse kust. Ze kregen brood, wodka en 50 dollar per persoon voor de terugreis mee.
Om vanuit de Oostzee naar Verenigd Koninkrijk te ontsnappen moest de Orzeł door de Sont heen. In de Sont was het voor de Orzeł onmogelijk om te duiken en vanwege de ontwapening was het schip volkomen weerloos. Door valselijk een Zweedse vlag te voeren kon de boot de Noordzee bereiken. Daar waren de problemen niet voorbij; er waren geen kaarten aan boord, de radio was defect en het was onbekend waar de Britse mijnenvelden lagen. Op 14 oktober was de radio hersteld en kon de Orzeł contact maken met de Royal Navy. Uiteindelijk kwam de Britse torpedobootjager Valorous de Orzeł tegen, zo'n 30 mijl ten oosten van het eiland May. Commandant Grudziński ontving voor de succesvolle ontsnapping de Poolse Virtuti Militari en de Britse Distinguished Service Order.

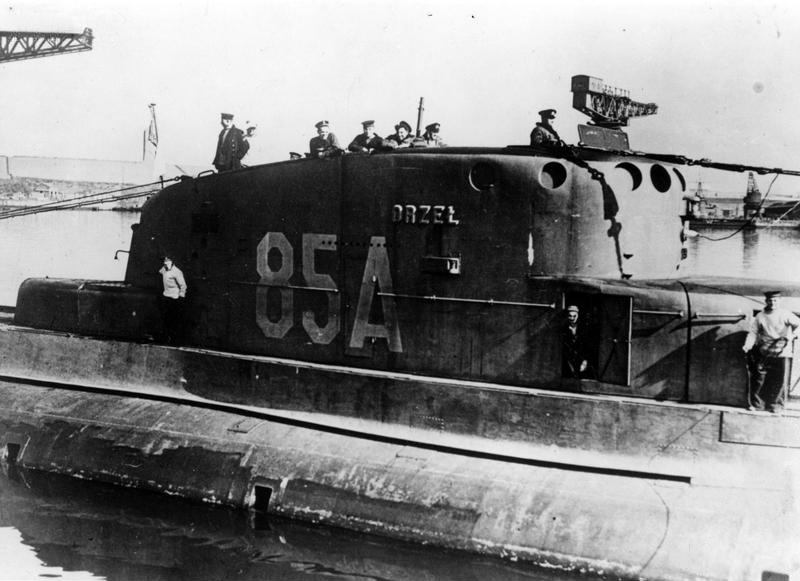
De Orzeł in 1940 in een Engelse haven

### Het verlies van de Orzeł
De Orzeł voerde vanuit Verenigd Koninkrijk in totaal zeven patrouilles uit. Op de zesde patrouille, in april 1940, bracht de Orzel voor de kust van Noorwegen het Duitse troepentransportschip Rio de Janeiro tot zinken, waardoor de Noren gewaarschuwd werden voor de op handen zijnde Duitse invasie. Van de zevende patrouille kwam de Orzeł niet meer terug. Er zijn twee mogelijkheden voor het verloren gaan van de Orzeł gedocumenteerd:
- De eerste is dat het schip op een zeemijn is gelopen in een pas aangelegd Brits mijnenveld waarvan nog niet alle schepen op de hoogte waren.[1]
- De tweede mogelijkheid is dat ze op de zeemijn van een pas gelegd Duits mijnenveld is gelopen dat vlak bij het net gelegde Britse mijnenveld lag. Dit Duitse mijnenveld was hetzelfde als waar mogelijk de Nederlandse onderzeeboot de O 13 zonk.[1]